# Luna 8
Luna 8 in russo Луна-8? fu una sonda lanciata dall'URSS con l'intenzione di effettuare un atterraggio morbido sulla Luna. A causa di un guasto si schiantò sul suolo lunare.

## La missione
Luna 8 fu lanciata il 3 dicembre del 1965 alle 10:48:00 UTC. La missione fu quasi un successo, infatti andò tutto come previsto. La correzione di rotta, effettuata il 4 dicembre fu perfetta e Luna 8 raggiunse l'orbita lunare senza intoppi. Poco prima dell'accensione del razzo frenante fu inviato da terra l'ordine di dispiegare gli airbag che dovevano proteggere la sonda dall'impatto con il suolo lunare. Un airbag si strappò durante l'apertura e dal buco fuoriuscì aria che fece ruotare Luna 8 di 12 gradi al secondo.

Il velivolo recuperò un controllo parziale e accese il razzo frenante per 9 secondi, successivamente perse l'assetto e il razzo si spense. Luna 8 impattò con la Luna il 6 dicembre alle 21:51:30 UTC nelle vicinanze del cratere Keplero.

Durante questa missione fu completata la sperimentazione di un sistema di guida basato sulle stelle, del controllo di rotta e altri apparati elettronici.